# Iryna Honczarowa
Iryna Jurijiwna Honczarowa (ukr. Ірина Юріївна Гончарова;  ur. 19 grudnia 1974) – ukraińska piłkarka ręczna, medalistka olimpijska i mistrzostw Europy.
Uczyła się w rodzinnym mieście i w liceum w Chersoniu, by ostatecznie ukończyć Zaporoski Uniwersytet Narodowy. W latach 2002–2004 grała w klubie Motor Zaporoże. Dwukrotna mistrzyni Ukrainy. Grała także w ekipie mistrza Serbii i zespole pierwszej ligi rosyjskiej.
Została wicemistrzynią Europy w 2000 roku, w 2003 roku wraz z ekipą narodową zajęła czwarte miejsce na mistrzostwach świata. Wystąpiła również na letnich igrzyskach w Atenach, w których zagrała w wysoko wygranym meczu z Grecją. Ukraina zdobyła na tym turnieju brązowy medal olimpijski. W barwach narodowych rozegrała ponad 90 spotkań.
Odznaczona Orderem Księżnej Olgi II lub III stopnia, zasłużona mistrzyni sportu Ukrainy (2004).